# Melchior Wieland

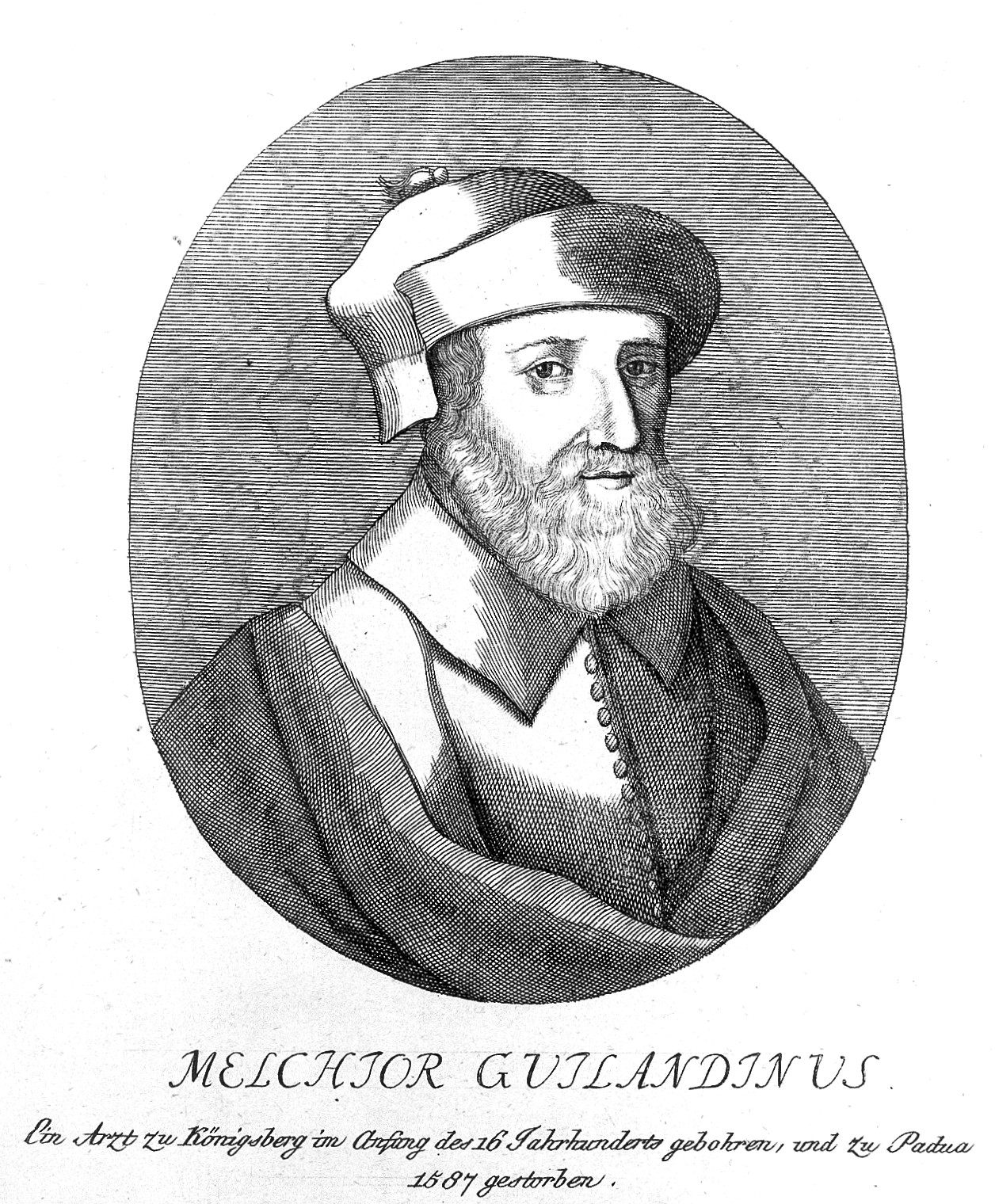

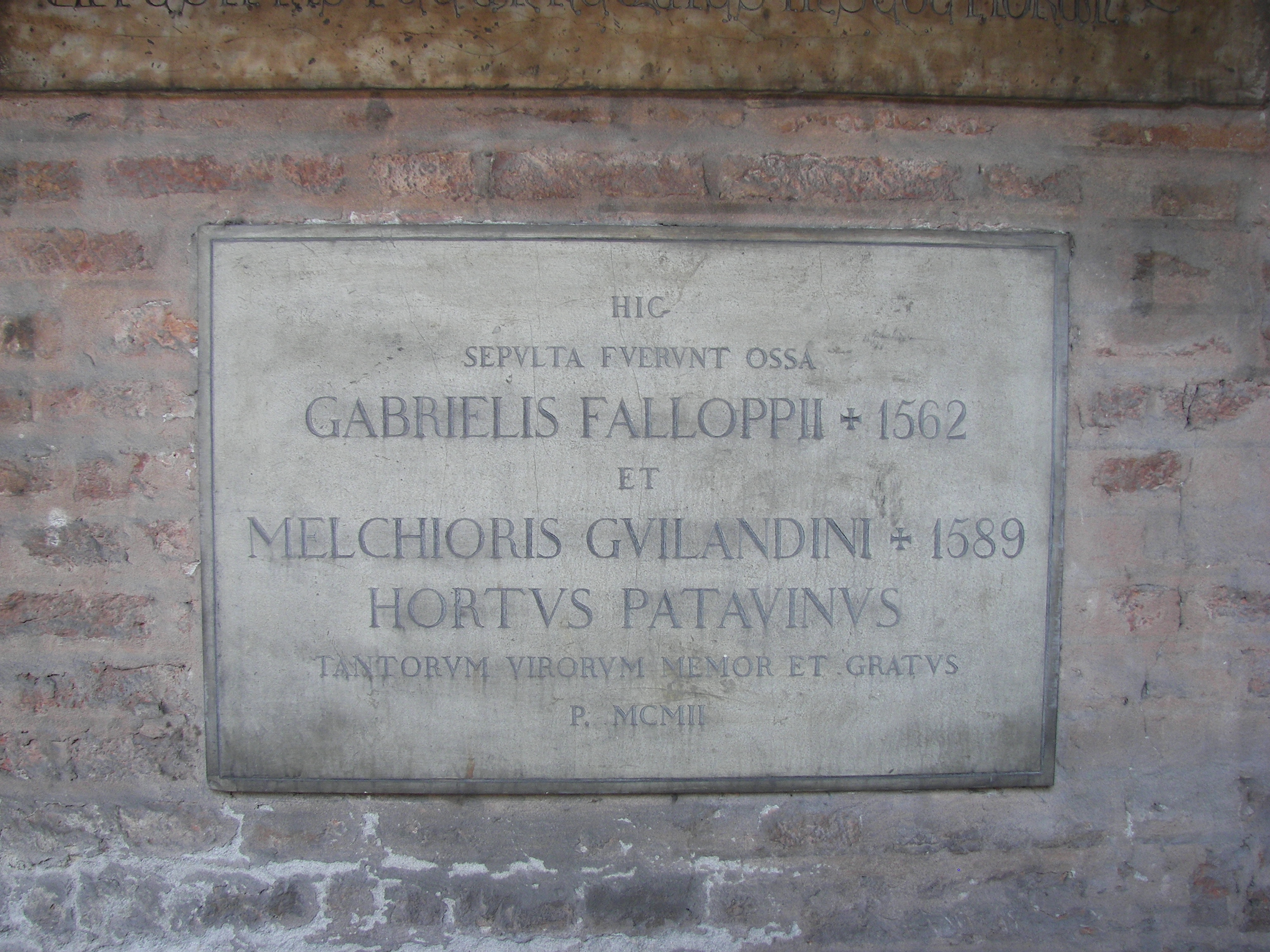
Basilika des Heiligen Antonius in Padua – Grabstein.

Melchior Wieland (* um 1520 in Königsberg, Herzogtum Preußen; † 25. Dezember 1589 in Padua, Republik Venedig), auch Melchior Guilandinus; Melchiorre Guilandino; Melchioris Guilandini Borussi war ein deutscher, in Padua wirkender Arzt und Botaniker.

## Leben und Wirken
Melchior Wieland studierte in Königsberg, Rom und Padua. 1555 promovierte er in Bologna. Seine Karriere begann als reisender Kräuterhändler in Italien und Sizilien. Er erregte die Aufmerksamkeit des venetianischen Botschafters in Rom, der ihn dem Anatomen Gabriele Falloppio in Padua vorstellte. Falloppio nahm Wieland in sein Haus auf, die beiden wurden enge Freunde.
Wieland wurde durch die Universität von Padua beauftragt, eine Reise nach Kleinasien und Nordafrika zu unternehmen, um dort Pflanzenproben zu sammeln (es gab damals viele derartige botanische Expeditionen). In Cagliari wurde er von Piraten gefangen genommen und blieb einige Jahre als Sklave in Algerien. Schließlich wurde sein Lösegeld von Falloppio gezahlt, und er kam nach Italien zurück, die von ihm gesammelten Pflanzen allerdings, der Ertrag seiner Reisen war verloren. 1561 wurde er als Nachfolger von Luigi Anguillara Direktor des botanischen Gartens in Padua. Dort erlangte er 1567 auch den Lehrstuhl für Botanik.
Eine langwierige wissenschaftliche Fehde entwickelte sich zwischen Wieland und Pietro Andrea Mattioli. Von anderen Kollegen wurde er hoch geschätzt, mit Ulisse Aldrovandi stand er in regem brieflichem Austausch.
Wieland starb 1589 und ruht in der Basilika des Heiligen Antonius in Padua neben seinem Freund Gabriele Falloppio. Seine umfangreiche Bibliothek vermachte er der Biblioteca Marciana in Venedig.

## Ehrungen
Carl von Linné benannte ihm zu Ehren die Gattung Guilandina der Pflanzenfamilie der Fabaceae (Fabaceae).

## Schriften (Auswahl)
- De stirpium aliquot nominibus vetustis ac novis […] Epistolae II. Basel 1557 (Digitalisat).
- Apologiae adversus Petr. Andream Matthaeolum liber […]. Gratiosus Perchacinus, Padua 1558 (Digitalisat) – Auseinandersetzung mit Pietro Andrea Mattioli.
- De stirpibus aliquot epistolae V. Gratiosus Perchacinus, Padua 1558 (Digitalisat).
- Papyrus, hoc est commentarius in tria C. Plinii majoris de papyro capita. Antonius Ulmus, Venedig 1572 (Digitalisat).
- Johann Georg Schenck von Grafenberg (Hrsg.): Hortus Patavinus. Cui accessere […] conjectanea synonimica plantarum eruditissima […]. Mathaeus Becker, Johann Theodor and Johann Israel de Bry, Frankfurt 1600 [1608] (Digitalisat).